# Cees Hazenbosch
Cornelis Pieter (Cees) Hazenbosch (Dordrecht, 10 november 1921 – bij Bastenaken, 10 januari 1961) was een Nederlands politicus en vakbondsbestuurder. Namens de Anti-Revolutionaire Partij (ARP) was hij van 1953 tot 1961 lid van de Tweede Kamer der Staten-Generaal.

## Loopbaan
Hazenbosch was de zoon van een bouwvakker. Hij studeerde in de jaren veertig economie aan de Nederlandse Economische Hogeschool in Rotterdam. Van 1950 tot 1953 was hij werkzaam als economisch adviseur voor de vakbond Christelijk Nationaal Vakverbond (CNV).
In april 1953 werd de toen 31-jarige Hazenbosch voor de ARP in de Tweede Kamer gekozen. Hij hield zich vooral bezig met economische zaken, sociale zaken en Europese samenwerking. Ongeveer gelijktijdig werd hij secretaris van de CNV. Als Kamerlid was hij van 1955 tot 1958 lid van de Gemeenschappelijke Vergadering van de Europese Gemeenschap voor Kolen en Staal en van 1958 tot 1961 lid van het Europees Parlement. In het Europees Parlement was hij tevens vicevoorzitter. Van 1953 tot 1959 was hij lid van de Sociaal-Economische Raad (SER).
Hazenbosch werd in 1956 genoemd als mogelijk staatssecretaris en was in 1959 kandidaat voor het ministerschap van Sociale Zaken en Volksgezondheid. In de Kamer stemde hij in 1954 als enige van zijn fractie voor het afschaffen van schoolgeld. In mei 1959 sprak hij zich samen met een aantal fractiegenoten uit tegen het in zijn ogen te weinig sociaal-christelijke karakter van het kabinet-De Quay. In december 1960 verdedigde hij in de media de houding van de fractie van zijn partij, die bij een kabinetscrisis over de woningbouw dreigde te breken met het kabinet. Twee maanden voor zijn dood stelde hij in het parlement vragen over de affaire-Kistemaker.
Hij overleed op 39-jarige leeftijd aan de gevolgen van een verkeersongeval op de weg tussen Marche-en-Famenne en Bastenaken in België. Hazenbosch, die onderweg was naar Straatsburg, werd frontaal aangereden door een vrachtwagen die op de verkeerde weghelft was beland. Hij werd op 14 januari 1961 begraven op begraafplaats Den en Rust in Bilthoven. Bij de herdenking in het parlement werd Hazenbosch door parlementsvoorzitter Rad Kortenhorst als één van onzer gaafste en één onzer meest belovende medeleden bestempeld.

## Privéleven
Hazenbosch trouwde in 1946 en had zes kinderen. Hij was op het moment van zijn overlijden woonachtig in Den Dolder.
- Biografisch Portaal: 99922902
- Parlement.com: vg09ll1fpkz3